# 嘉禾新村
嘉禾新村是一座位於台北市公館地區的聯勤眷村，由日治時期之臺北市都市計畫八號公園（川端公園）及陸軍砲兵聯隊營房，歷經國共內戰後聯勤通訊修理廠改制而來。早期居民多為聯勤通訊修理廠之員眷，後期則以陸軍供應司令部下轄之汽車基地勤務廠員眷為主，為台灣少有呈現高度自營聚落特色之列管眷村。

## 歷史

### 日治時期

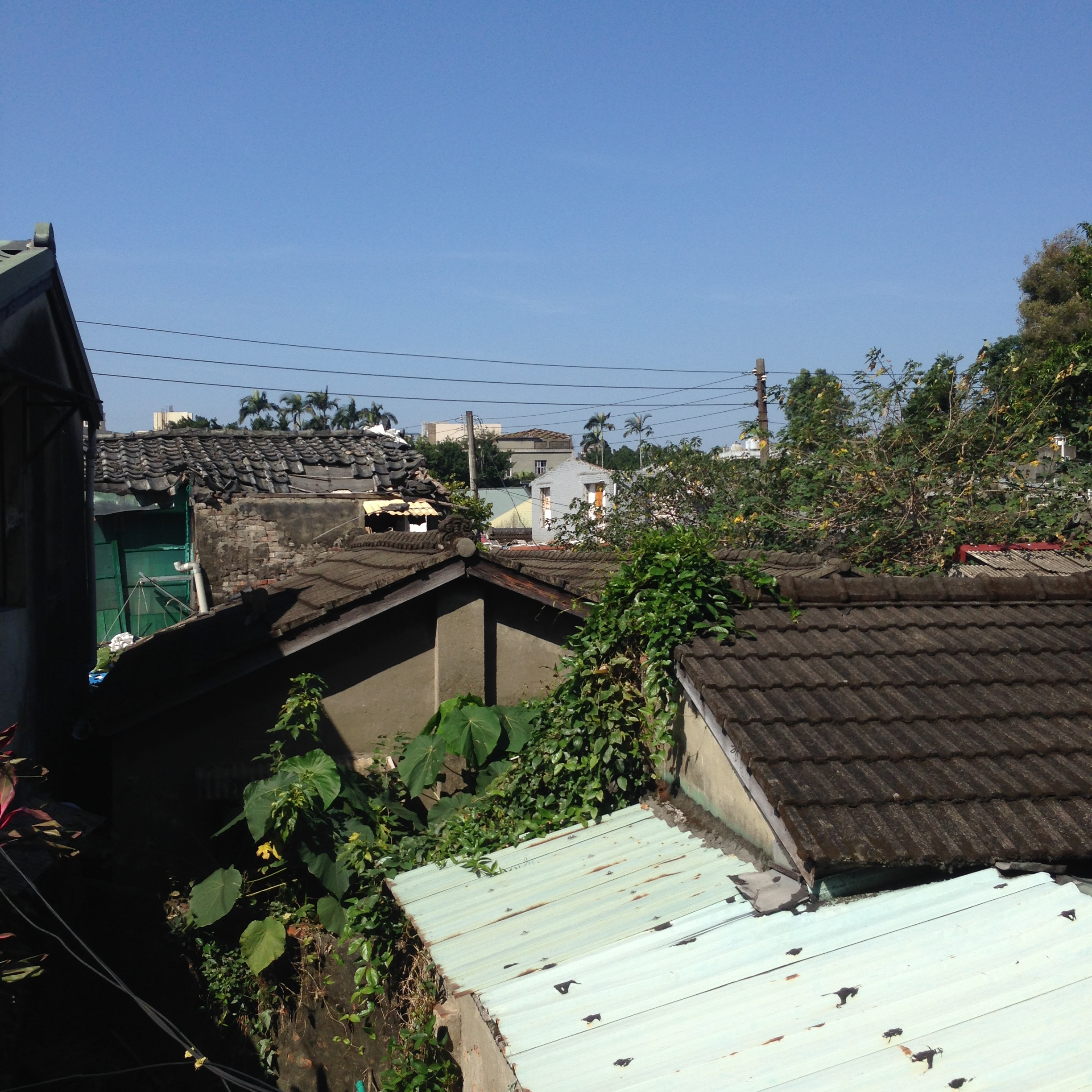
今日之建物仍保有日式屋瓦風貌

1932年（日治昭和7年），台灣總督府公告《台北市都市計畫》，在水道町（水源地）一帶規劃了兩處都市計畫預定公園，其中現今嘉禾新村所座落之土地，當時被劃入位於新店溪畔的八號公園範圍，面積廣達599,450平方米，涵蓋今師大路、汀州路、思源街及新店溪間的大片土地。八號公園之西側鄰近於1917年開業、帶起新店溪畔飲宴休閒風氣的紀州庵支店等知名料亭群，以及建於1935年、連接臺北與永和地區的川端橋（今中正橋）；公園的東側則為臺北水道水源地。
1938年（昭和13年）起，八號公園部分開闢，規劃有相撲場、釣魚場、划船場、棒球場、賽馬場等設施。但甫於戰爭初期開始興闢之八號公園，並未將原規劃範圍內所有的土地作為公園用途，其東南側相當於今日國立臺灣大學水源校區（原國防醫學院）範圍的土地，於戰爭期間的1940年代係做為日軍砲兵聯隊營房基地之用。

### 戰後初期
二次戰後，國民政府接收臺灣。1945年10月，臺灣省行政長官公署在原日軍砲兵聯隊營房所在地成立「臺灣省地方行政幹部訓練團」。1946年8月，改名為「臺灣省訓練團」，至1949年2月結束運作。
1949年，國民政府遷至台灣，國防醫學院於臺灣省訓練團團址復校；聯勤通訊兵亦於鄰近民地及軍方公有地設立「聯勤通訊器材修理廠」。自1950年代起，大量城鄉移民移入此地，包含1954年羅斯福路拓寬時之遷移人口。

### 改制眷村
1956年，聯勤通信修理廠遷至桃園中壢通信基地勤務處，國防部將今嘉禾新村範圍內之原通信修理廠房隔間改為眷舍，正式改制為眷村。本村座落地區於改制前曾為聯勤系統「嘉禾演習」之指揮所，地方傳言因該演習相當成功，故於演習後將本眷村命名為「嘉禾新村」。同年起，國防醫學院「活動房子」人口陸續遷入嘉禾新村內；美國醫藥助華會募款興建國防醫學院學人新村。
1965年，新店線鐵路停駛，其後鐵路拆除建成汀州路。1967年，改組後的三軍總醫院遷至汀州路，即今嘉禾新村北側。
1989年，水源快速道路延伸工程，永春街聚落大批居民遷離。1997年，扁市府對永春街居民提告「占用市府與國有地」，要求賠償不當得利，並追繳過去5年的租金。
1999年，國防醫學院遷至內湖，原址改為「國立臺灣大學水源校區」。2000年，三軍總醫院遷至內湖，原址改為軍備局及臺北市替代役中心。

### 眷村改建
2002年，嘉禾新村眷村改建計畫開始協調。2004年，馬市府將本地區之土地使用分區變更為防災公園用地。2006年，社團法人「嘉禾關懷您協會」成立。2010年，嘉禾新村住戶遷建基地——萬華區「樂群花園新城」動土。
2012年，郝市府因世大運場館用地需求再提出都市計畫變更，永春街居民組自救會抗爭。2014年，嘉禾新村80戶列管眷戶點交眷舍遷出本區；永春街已騰空土地開始整地闢建公園。2015年，嘉禾新村50戶非列管眷戶及違占戶點交屋舍遷出本區。

### 保存運動
2014年7月中，民眾提報軍法處周遭將官住處（永春街131巷3弄兩側共四棟）、水道町日式宿舍(料亭)（永春街131巷5號）申列古蹟。2014年8月底，台北市文化局進行「市民提報水道町日式宿舍(料亭)、軍法處周遭將官住處」會勘。
9月，由台大城鄉所學生及關心的民眾自主發起搶救嘉禾新村連署活動，並成立「好勁稻工作室」，其訴求為全區保留嘉禾新村，並在9月底向台北市文化局提報「聯勤嘉禾新村眷村」全區申列為文化景觀範圍。10月23日，台北市文化局進行「團體提報聯勤嘉禾新村眷村為本市文化景觀現場會勘」。11月17日，台北市文化局文化文資字第10330482300號函，檢送103年10月23日 「團體提報聯勤嘉禾新村眷村為本市文化景觀現場會勘」會議記錄，而會議結論為因大部分建物尚未完成點交，以致無法入內場勘，俟點交完畢，再擇期邀委員赴現場勘。
2015年1月26至28日，國防部進行最後一次點交。2月2日，依北市文化局104年2月2日文化文資字第10430347801號函辦理，台北市文化局將永春街131巷1、3、5號及永春街131巷3弄1、3、4、5 號建物列為暫定古蹟。
3月13日，國防部拆除工程標案「嘉禾新村眷舍拆除清運暨圍籬工程」開標。3月17日，台北市文化局辦理「嘉禾新村文化資產價值鑑定專案小組會勘」。4月10日，國防部拆除工程標案「嘉禾新村眷舍拆除清運暨圍籬工程」決標。
4月24日，台北市文化局辦理「文化資產審議大會」決定嘉禾新村的文資價值，委員共同決議僅列永春街131巷1號及永春街131巷5號兩棟為歷史建築。4月27日，台北市文化局發布新聞稿，公告審議通過登錄嘉禾新村部分建築為「歷史建築」

## 特色

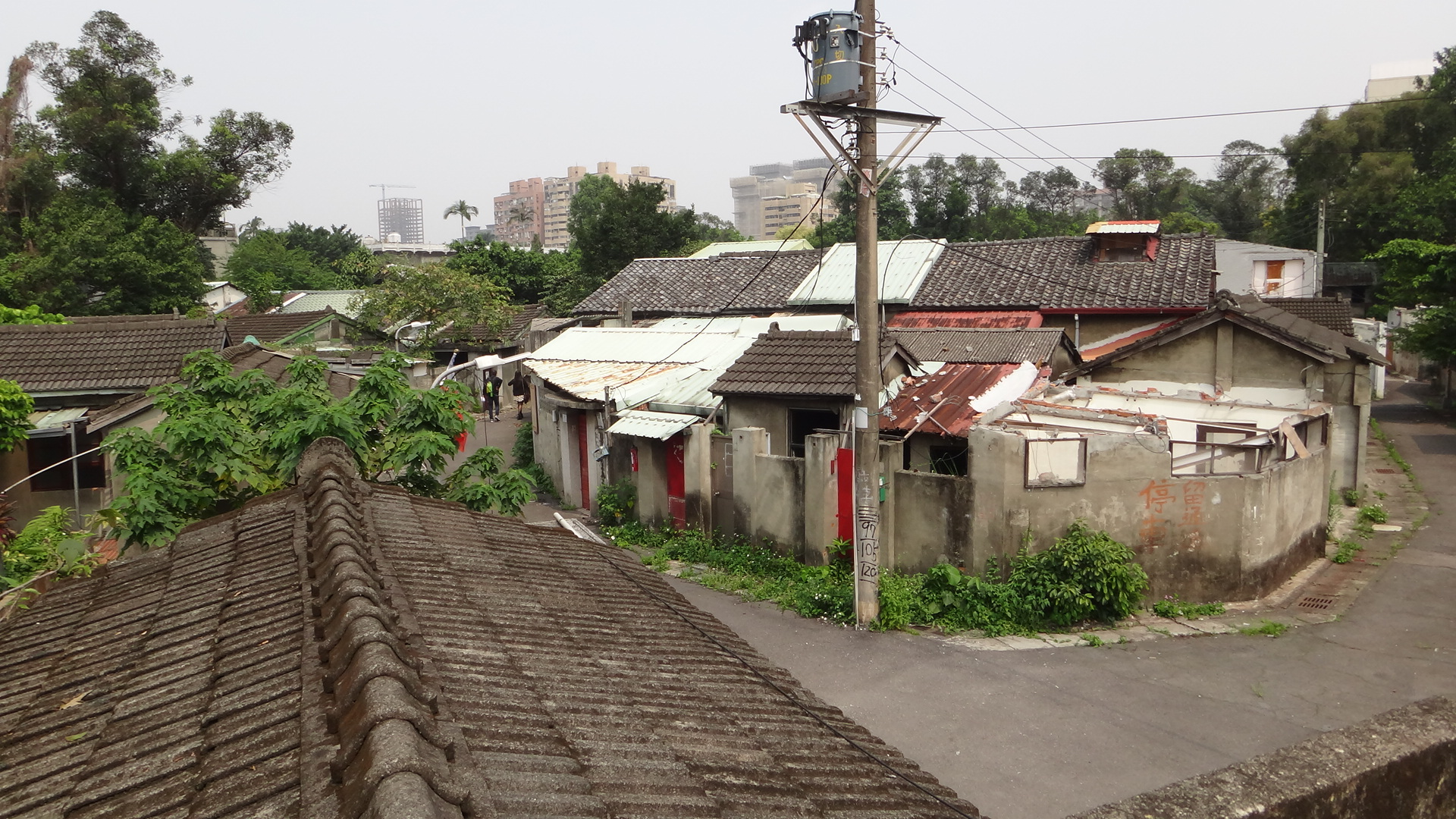
嘉禾新村小圓環

聯勤眷村不同於其他軍種的眷村，為依工作單位人員之居住需求而興建之聚落，因此多位於廠房周邊（如位於今信義計畫區原四四兵工廠南方的四四南村），眷屬除少部分為家庭主婦外，大多為工廠員工，由原聯勤通信修理廠庫發展出的嘉禾新村，即為相當典型的聯勤眷村。
據國防部調查文獻，臺北市原共有28處聯勤眷村，惟1978年7月「國軍老舊眷村重建試辦期間作業要點」（俗稱舊制眷改條例）及1996年1月「國防部老舊眷村改建條例」（俗稱新制眷改條例）通過後，大部分於聯勤眷村草創時期（1956年以前）所建立者，陸續以國民住宅及專案住宅等方式進行原地改建或異地遷建。使得臺北市規模完整之聯勤眷村，至今僅餘嘉禾新村一處。
據國防部與臺北市政府之口述歷史記錄及實際眷戶訪談所得資料，嘉禾新村內由日遺建物及原聯勤通信修理廠庫隔間而來或自力營造之眷舍，係由國軍管理單位依各眷戶之軍階，給予不同大小的土地面積，由各眷戶自行劃地後建造，屬「公地自建」型態的眷村。故嘉禾新村的聚落型態與四四南村這類由兵工統一規劃興建，呈現規律整齊的列狀魚骨空間配置相當不同；反而像北京的胡同一樣，呈現「柳暗花明又一村」的有機參差樣貌。
嘉禾新村內的建築主要可分為四種類型：第一類為格局方正擁有大面積獨立庭院之高階將官宅邸，主要集中於永春街131巷3弄（將軍弄）兩側，另陸軍通信學校校長胡其生少將之官舍則係以原嘉禾新村內的籃球場範圍所建，均於嘉禾新村1956年改制後才建造；第二類為前述接收日遺建物而來之眷舍；第三類為原聯勤通信修理廠庫隔間之連棟眷舍；第四類則為眷戶及違佔戶自力營造之屋舍。
永春街131巷3弄一區的建物幾乎均為將官職務宿舍，為以過往日治時期炮兵聯隊營房招待所及戰後陸軍供應司令部北側及東側空地建築而成。
據臺北市政府之口述歷史及調查資料，在全村過去近150戶中，將級住戶曾高達十位，可謂一座「冠蓋雲集」的眷村。

## 相關影視作品
| 年份 | 作品名稱             | 類型    | 主演                                                    | 網址                       |
| ---- | -------------------- | ------- | ------------------------------------------------------- | -------------------------- |
| 1991 | 家有仙妻             | 連續劇  | 林以真、澎恰恰、孫興、戈偉如、 李又麟                   |                            |
| 2001 | 人生海海             | 專輯/MV | 五月天樂團                                              | 網址（页面存档备份，存于） |
| 2002 | I Never Told You     | MV      | 陳冠希                                                  | 網址（页面存档备份，存于） |
| 2004 | 求婚事務所           | 偶像劇  | 鈕承澤擔綱總導演作品                                    |                            |
| 2007 | 惡作劇2吻            | 偶像劇  | 鄭元暢、林依晨、汪東城、張永正、 趙詠華、唐從聖、章柏翰 |                            |
| 2008 | 東海與他的嘉禾兄弟們 | 紀錄片  | 嘉禾新村住戶                                            |                            |
| 2009 | 阿飛的小蝴蝶         | MV      | 蕭敬騰                                                  | 網址（页面存档备份，存于） |
| 2012 | 媽媽的記憶體已滿     | 廣告    | 櫻花熱水器                                              | 網址（页面存档备份，存于） |
| 2014 | 16個夏天             | 偶像劇  | 林心如、楊一展、許瑋甯、謝佳見、 鄒承恩                 |                            |
| 2014 | 思念你的心           | MV      | 謝金晶、豬哥亮                                          | 網址（页面存档备份，存于） |
| 2014 | 再見‧嘉禾新村        | 紀錄片  | 嘉禾新村住戶                                            |                            |

## 出身人物
- 鈕承澤[4]

## 照片集

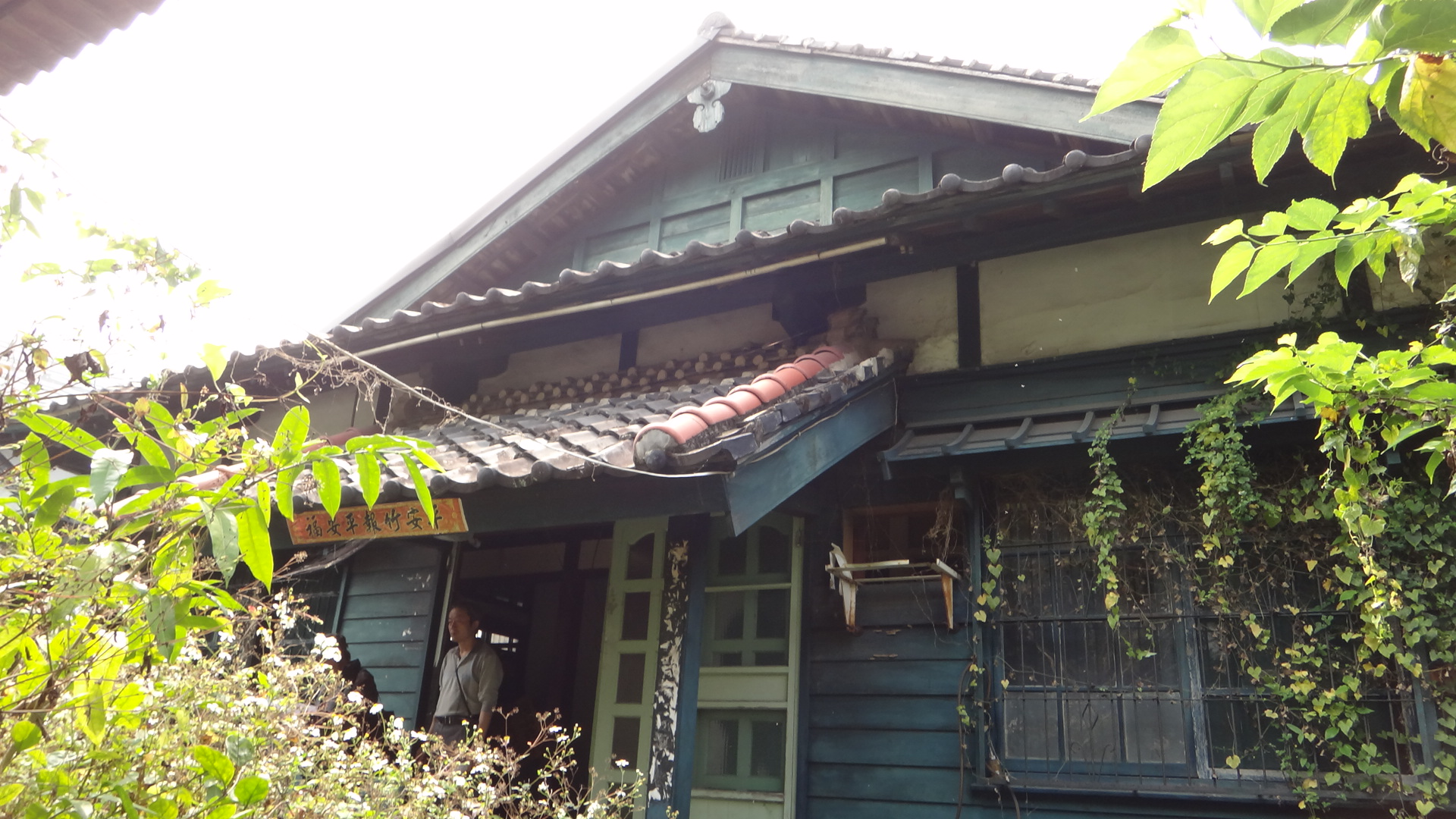
永春街131巷
嘉禾新村日式屋瓦
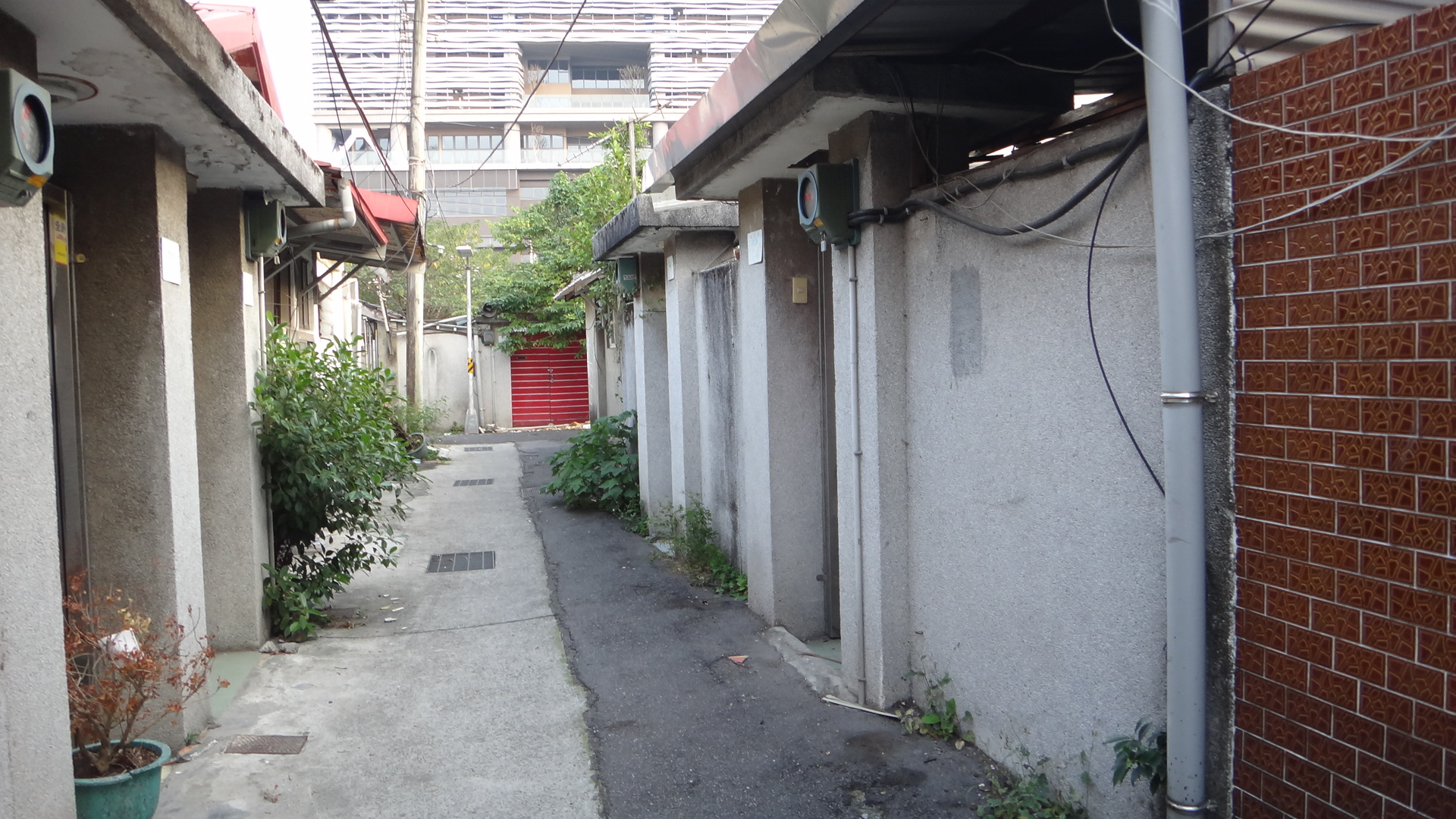
嘉禾新村
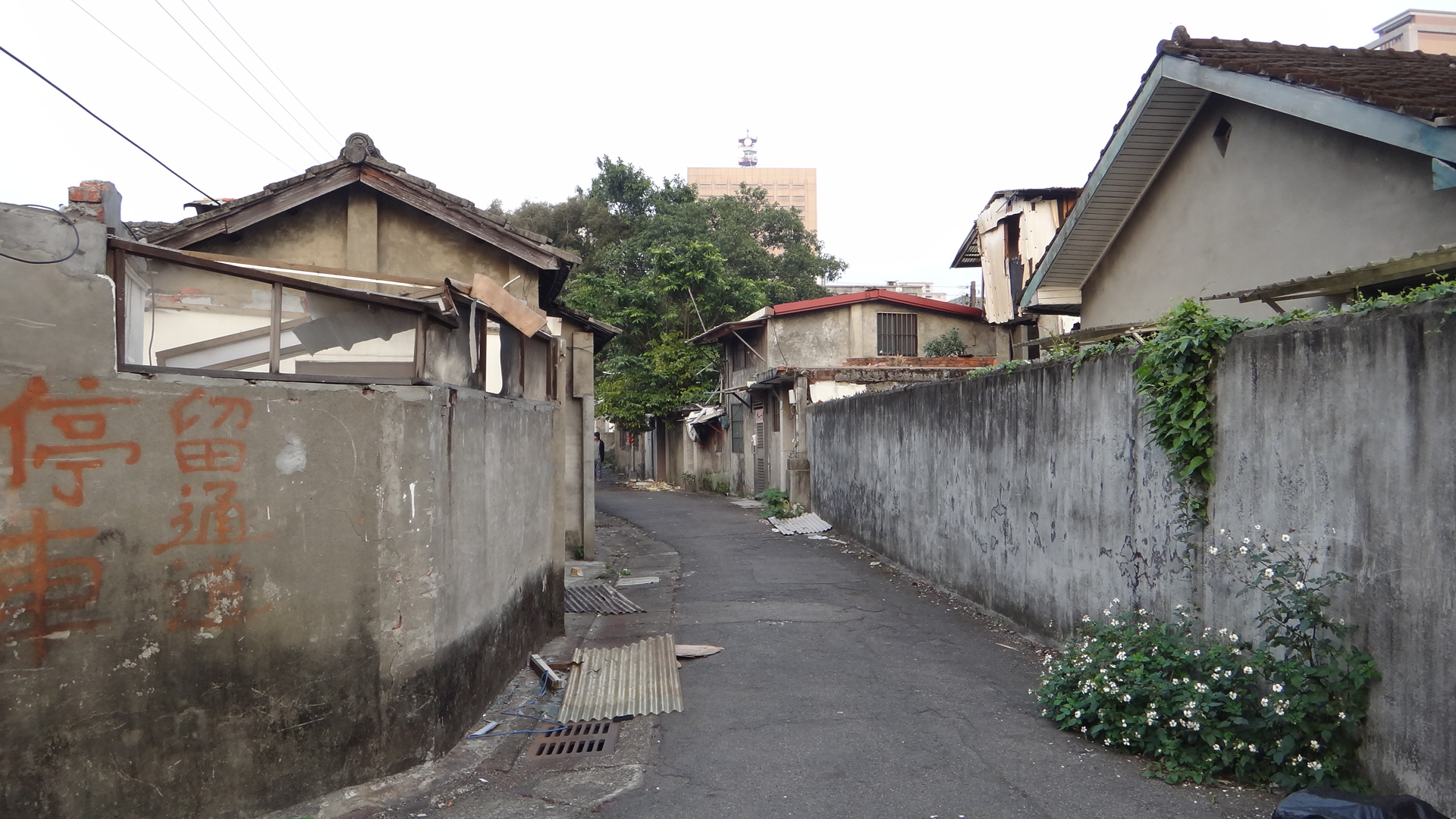
嘉禾新村小圓環
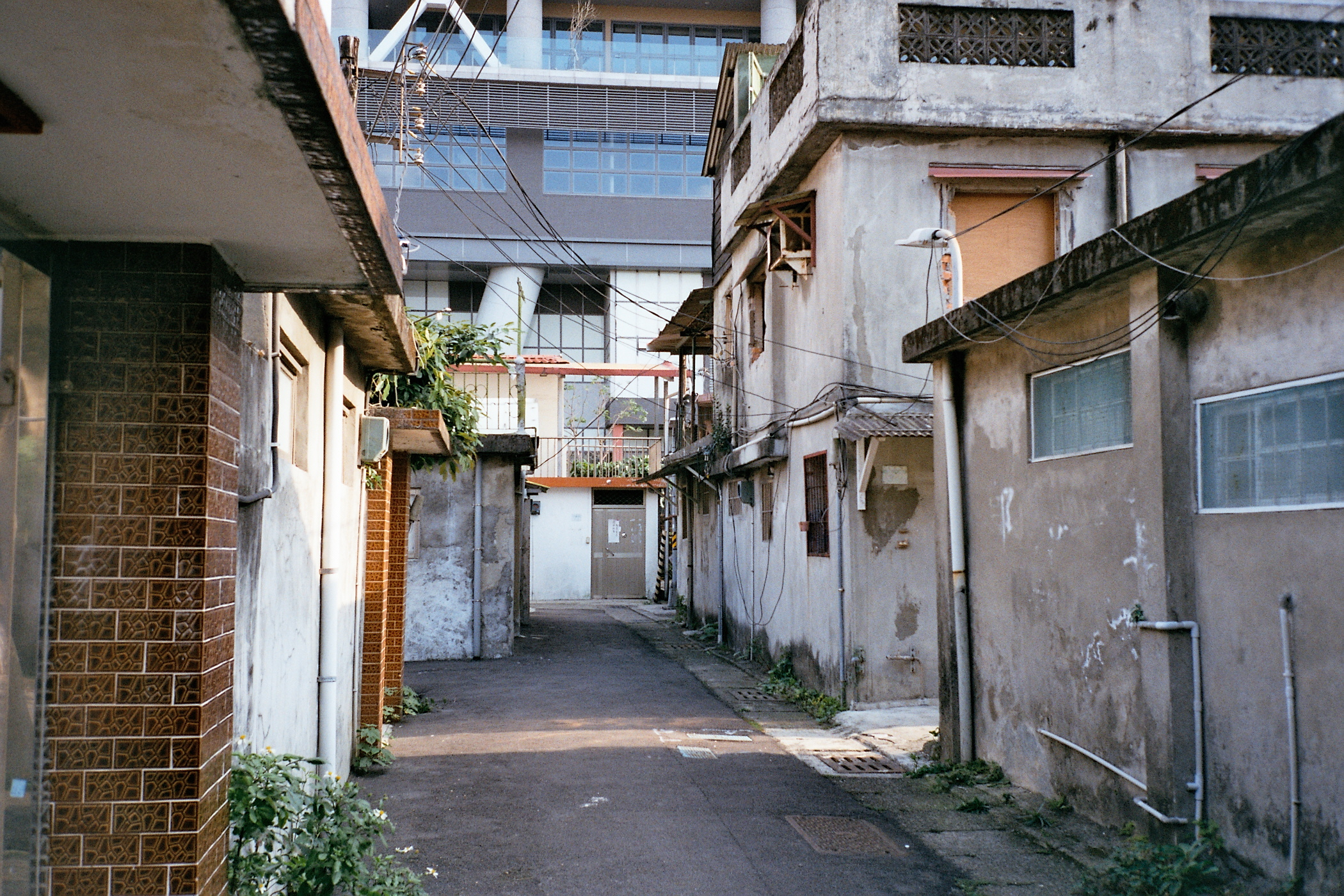
嘉禾新村眷舍
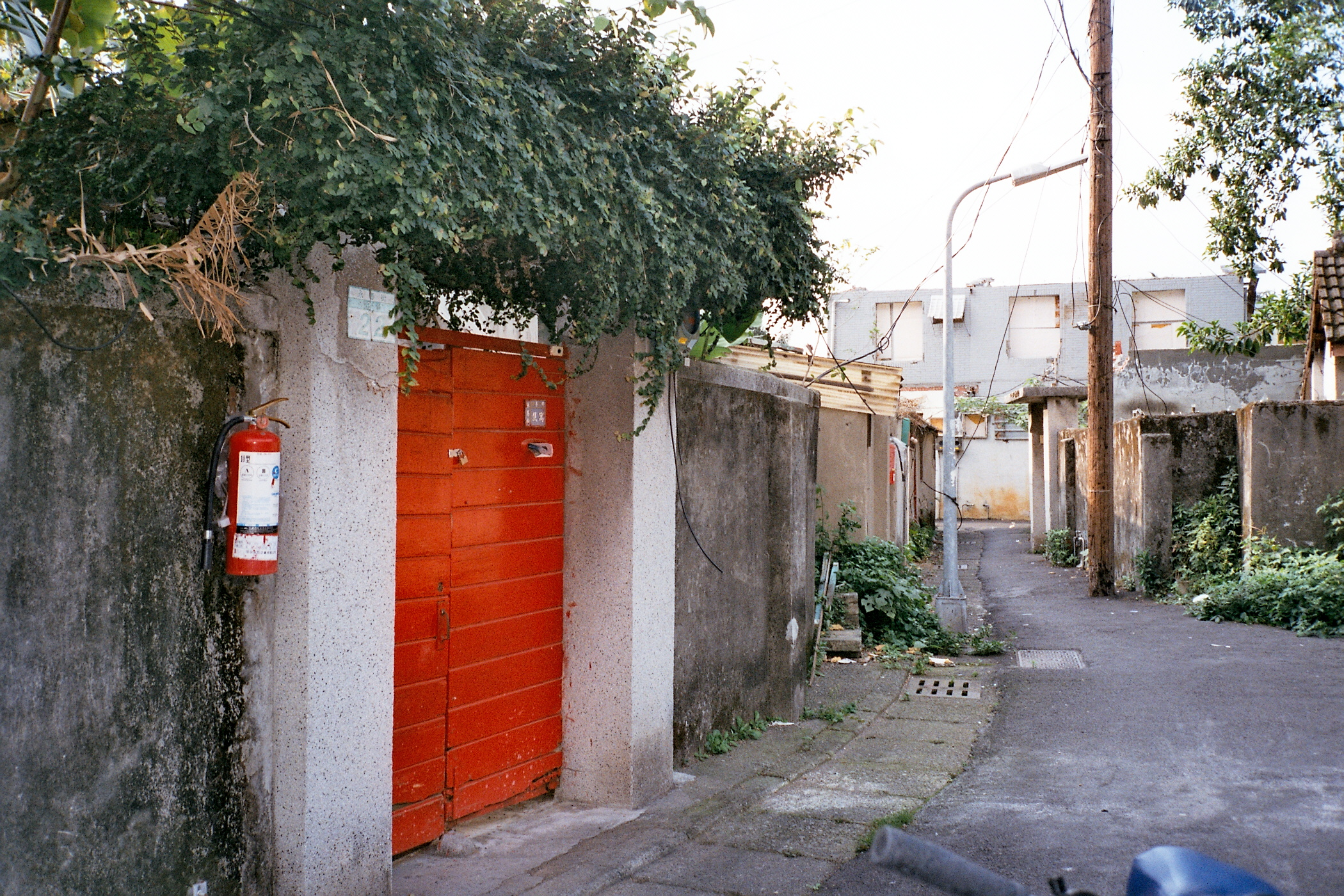
嘉禾新村一景（木製電線竿）
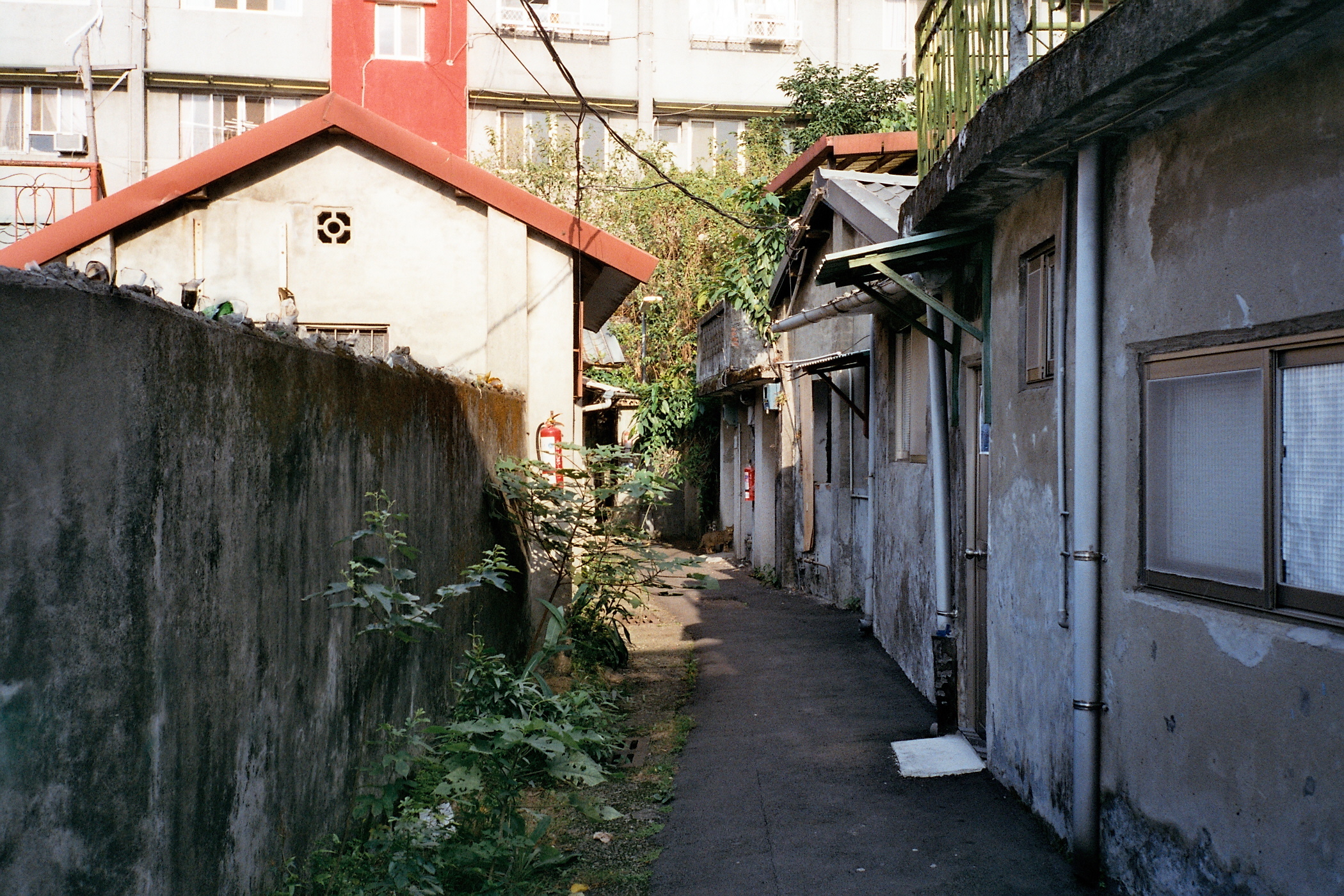
嘉禾新村一景

## 外部連結
- 嘉禾關懷您協會blog（页面存档备份，存于）
- 嘉禾關懷您協會facebook
- 好勁稻工作室
- 連署搶救台灣唯一的完整自建聯勤眷村—嘉禾新村
- 2014嘉禾新村空拍（页面存档备份，存于）
- 嘉禾新村－永春街131巷1號、永春街131巷5號、永春街131巷3弄1號、3號、4號及防空洞——文化部文化資產局（页面存档备份，存于）